# Filip II. Makedonski
Filip II. Makedonski (grško: Φίλιππος Β' ὁ Μακεδών [Filippos II. o Makedon], iz grškega φίλος [filos]  - prijatelj in ἵππος [híppos] - konj), od leta 359 pr. n. št. do 336 pr. n. št. makedonski kralj (basileus), oče Aleksandra Velikega in Filipa III. , *  382 pr. n. št., † 336 pr. n. št.

## Življenjepis
Filip je bil najmlajši sin kralja Aminta III. in Evridike I.. V mladosti je bil od leta 368-365 pr. n. št. talec v Tebah, ki so bile v času tebanske hegemonije vodilna sila  v Grčiji. V ujetništvu je od generala in državnika Epaminonda dobil vojaško in diplomatsko izobrazbo in postal Pelopidov eromen. Živel je z generalom Pamenom, ki je bil navdušen zagovornik svete tebanske kohorte.
Leta 364 pr. n. št. se je vrnil v Makedonijo in po smrti bratov kraljev Aleksandra II. in Perdika III. leta 359 pr. n. št. postal regent za svojega mladoletnega nečaka Aminta IV.. Še isto leto je nečaka razlastil in se razglasil za makedonskega kralja.
Vojaške izkušnje in ekspanzionistične vizije o makedonski veličini so mu kmalu prinesle prve uspehe. Najprej se je lotil obnove kraljestva, v katerem se je po Perdikovem porazu in smrti v vojni proti Ilirom stanje močno poslabšalo. Vzhodne dele kraljestva so napadali in plenili Peoni in Tračani, v Metoni na obali Solunskega zaliva pa so se izkrcali Atenci, katerim je poveljeval pretendent na makedonski prestol Argej.
Peonske in tračanske vdore je prekinil z diplomatsko obljubo, da jim bo plačeval letni davek, 3.000 atenskih hoplitov pa je uničil v bitki leta 359 pr. n. št.. Ko se je znebil obeh nasprotnikov, je začel utrjevati svoj položaj v kraljestvu in armado. Njegova nedvomno največja vojaška inovacija je bila uvedba makedonske falange, v kateri so bili pešaki oboroženi z izredno dolgim kopjem - sariso. Tako oborožene in izurjene enote so postale najpomembnejši korpus makedonske armade.
Poročil se je z Audato, pravnukinjo dardanskega kralja Bardilisa, kar pa ni preprečilo njegovega pohoda proti Dardancem. Leta 357 pr. n. št. se je z njimi spopadel v Erigonski dolini in jih v siloviti bitki premagal. V bitki je padlo kakšnih 7.000 Ilirov, kar je pomenilo skoraj tri četrtine njihove armade. Po zmagi je svojo oblast razširil vse do Ohridskega jezera.
Z Atenci, ki niso bili zmožni osvojiti Amfipolisa, ki je obvladoval rudnike zlata v pogorju Pangeon, se je dogovoril, da ga bo osvojil on in jim ga nato dal v zakup v zameno za Pidno, ki so jo Makedonci izgubili leta 363 pr. n. št.. Ko je leta 357 pr. n. št. osvojil Amfipolis,  je obe mesti obdržal zase. Atenci so mu napovedali vojno, Filip pa se je povezal s Halkidiško zvezo v Olintu in kmalu zatem podjarmil Potidejo. Tokrat je držal besedo in leta 356 pr. n. št. mesto prepustil Halkidiški zvezi. Leto pred tem se je poročil s hčerko epirskega kralja Olimpijo.
Leta 356 pr. n. št. je osvojil mesto Krinid in ga preimenoval v Filipi. V mestu je namestil močno vojaško posadko, ki je  varovala zlate rudnike, ki so bili glavni vir sredstev za financiranje njegovih vojnih pohodov. Medtem je njegov general Parmenij ponovno porazil Ilire. Še istega leta se mu je rodil sin Aleksander, njegov konj pa je zmagal na olimpijskih igrah. Leta 355-354 pr. n. št. je oblegal Metoni, zadnje mesto v Solunskem zalivu, ki je še bilo v atenski posesti. Med obleganjem je izgubil oko. Mesto je kljub pomoči dveh atenskih ladjevij leta 354 pr. n. št. padlo. Leta 354-353 pr. n. št. je napadel še Abdero in Maronejo na tračanski obali.
V tretji sveti vojni, ki je izbruhnila v Grčiji, je poleti 353 pr. n. št. napadel Tesalijo in premagal fokidsko vojsko 7.000 mož  pod poveljstvom Onomarhovega brata. V naslednjih dveh bitkah je bil Filip poražen. V Tesalijo se je vrnil naslednje poletje, tokrat z vojsko 20.000 pešakov in 3.000 konjenikov, v kateri so bili tudi vsi tesalski vojaki. V bitki na Krokuškem polju, ki je bila najbolj krvava v grški zgodovini, je padlo 6.000 fokidskih vojakov, 3.000 vojakov pa so Makedonci ujeli in kasneje utopili. Med ujetimi je bil tudi vojskovodja Onomarh, katerega so obesili ali križali.
Filip je z zmago dobil ogromen ugled in prosto pot do Fere v jugovzhodni Tesaliji. Kot vojaški poveljnik (tagus) Tesalske zveze je zase zahteval tudi Magnezijo s pomembnim pristaniščem Pagasa. Osrednje Grčije ni poskušal napasti, ker so Atenci, ki niso uspeli pravočasno priti na pomoč  Pagasi, zasedli Termopile.
Sovražnosti z Atenami se še niso začele, vendar so se Atenci že počutili ogrožene zaradi makedonske stranke, ki so jo  s Filipovim denarjem ustanovili v Evbeji. Filip od leta 352-346 pr. n. št. ni poskušal vdreti na jug, ker je zaključeval osvajanje hribovitih področij Balkana na zahodu in severu svoje države in grških obalnih mest do reke Marice. Do vodilnega obalnega mesta Olinta se je do osvojitve vseh okoliških mest vedel prijateljsko.
Leta 349 pr. n. št. je začel oblegati Olint, ki je imel pomemben strateški položaj in je bil zatočišče njegovih sorodnikov Arhideja in Menelaja, pretendentov na makedonski prestol.  Olint je bil sprva Flipov zaveznik, kasneje pa je svoje zavezništvo preusmeril na Atene. Atene kljub temu niso storile nič za njegovo obrambo, ker so se odpravile  v Evbejo zatirat upor, ki ga je verjetno finančno podprl Filip.  Makedonski kralj je leta 348 pr. n. št. končno osvojil Olint in ga do tal porušil. Enako usodo so doživela tudi druga mesta na Halkidiki.
Makedonija in sosednje pokrajine so bile zdaj zavarovane in utrjene in Filip je šel proslavljat na svoje olimpijske igre v Dionu. Leta 347 pr. n. št. je nadaljeval z osvajanjem vzhodnih ozemelj okoli reke Marice in podjarmil  tračanskega kneza Kersoblepta.  Naslednje leto je učinkovito posredoval v vojni med Tebami in Fokido, medtem ko se je vojna z Atenami s prekinitvami še nadaljevala. Atene so se že začele pripravljati na sklenitev miru in ga potem, ko je Filip ponovno udaril na jug, tudi sklenile.
Ključna grška mesta so bila pokorjena in Filip je svojo pozornost usmeril proti Šparti. Špartancem je v sporočilu svetoval, naj se "brez odlašanja vdajo, sicer bo posredoval s svojo vojsko, uničil kmetije, poklal prebivalce in do tal porušil njihovo prestolnico".  Špartanski odgovor je bil lakonsko kratek in jedrnat: "Če". Filip in njegov naslednik Aleksander sta Špartance pustila pri miru in začela preko Epirja prodirati proti Jadranskemu morju.
Leta 345 pr. n. št. se je odpravil na vojni pohod proti Ardijejskemu kraljestvu kralja Plevrata I., v katerem je bil težko ranjen v desno nogo.
Leta 342 pr. n. št. se je z veliko vojsko odpravil na sever proti Skitom. Osvojil je utrjeno tračansko mesto Evmolpija in ga preimenoval v Filipopolis.
Leta 340 pr. n. št. je začel oblegati Perint ob Marmarskem morju in leta 339 pr. n. št. še Bizanc. Po neuspešnem obleganju obeh mest je bil njegov vpliv v celi Grčiji ogrožen. Z zmago nad združeno atensko in tebansko vojsko v bitki pri Heroneji leta 338 pr. n. št. mu je kljub prejšnjim neuspehom uspelo ponovno vzpostaviti svojo avtoriteto v egejski regiji. Še istega leta je porušil Amfiso, ker so njeni prebivalci nezakonito obdelovali del Krizejske ravnice, ki je pripadala Delfom.
Leta 337 je ustanovil Korintsko zvezo. Članice zveze so se dogovorile, da se med seboj ne bodo vojskovale, razen če bi morale zatreti notranje upore. Filip je bil imenovan za poveljnika  armade (hegemona), ki naj bi napadla Perzijsko cesarstvo. Leta 336 pr. n. št., ko je bil napad na Perzijo še v zelo zgodnji fazi, so Filipa umorili. Nasledil ga je sin Aleksander III..

## Umor
Filipa so umorili oktobra 336 pr. n. št. v Egeji, antični prestolnici Makedonskega kraljestva.
Filipov dvor se je zbral v mestnem gledališču na praznovanju poroke Aleksandra I. Epirskega in Filipove hčerke Kleopatre. Ko je kralj brez spremstva vstopil v gledališče, ga je Pavzanij iz Orestide, eden od njegovih sedmih osebnih stražarjev, ubil. Morilec je poskušal pobegniti in priti do svojih pomagačev, ki so ga s konji čakali na izhodu iz mesta, vendar so ga trije Filipovi telesni stražarji ujeli in ubili.
Razloge za Filipov umor je težko v celoti razložiti, ker so se o njih pričkali že antični zgodovinarji. Edini ohranjeni zapis iz tisega časa je Aristotelov, ki pravi, da je bil Filip ubit zato, ker so Pavzanija užalili privrženci kraljevega tasta Atala.
Petdeset let kasneje je zgodovinar Klitarh zgodbo razširil in polepšal. Stoletje kasneje je to zgodbo pripovedoval Diodor Sicilski in vsi drugi zgodovinarji, ki so kot vir uporabili Klitarha. V šestnajsti knjigi Diodorjevih Zgodb piše, da je bil Pavzanij iz Orestide nekaj časa Filipov ljubimec, potem pa je njegovo mesto prevzel Atalov prijatelj, ali morda sorodnik, z enakom imenom. Ko je Pavzanij iz Orestide javno diskreditiral svojega soimenjaka, je Atalov prijatelj naredil samomor. Atal se mu je zato maščeval, tako da ga je povabil na kosilo, ga opil in organiziral njegovo posilstvo.
Pavzanij iz Orestide se je pritožil Filipu. Filip Atala ni mogel kaznovati, saj ga je nameraval skupaj s Parmenionom poslati v Azijo, da bi vzpostavila mostišče za načrtovani napad na Perzijce, poleg tega pa je bil poročen z njegovo nečakinjo ali hčerko Evridiko. Ker Atala ni želel užaliti, je poskušal pomiriti Pavzanija, tako da je povišal njegov položaj v telesni straži. Pavzanij z njegovo odločitvijo ni bil zadovoljen. Ker je bil Atal takrat že v Aziji, se je odločil, da bo ubil Filipa.
Drugi zgodovinarji, na primer Justin, domnevajo, da sta bila s spletko vsaj seznanjena, če ne vpletena, tudi Aleksander in/ali njegova mati Olimpija. Domnevo naj bi potrdilo Olimpijno polaganje venca na Pavzanijev grob po njeni vrnitvi iz pregnanstva in kasnejše nasipanje visoke gomile. Ukazala je tudi, da se v njegov spomin vsako leto opravijo daritve.
Mnogo zgodovinarjev je opazilo, da trditve v zapisih niso skladne. Pavzanijev motiv za umor je zelo malo verjeten, po drugi strani pa je vprašljiva tudi vpletenost Aleksandra in Olimpije. Takšno dejanje bi namreč pomenilo nevarno izzivanje Filipu zvestega dela vojaštva. Zdi se, da so v zapisih zgolj sumničenja, ki so padla na glavne beneficiate umora. Njihova dejanja po umoru kažejo zgolj na njihova čustva, če sploh, ne morejo pa biti dokaz njihove krivde.

## Poroke
Filip je imel več žena, včasih tudi več kot eno hkrati. Datumi njegovih porok in imena nekaterih žena so sporni. Stari pisec Satir iz Mangajije omenja sedem žena:
- Audata, hčerka ilirskega kralja Bardilisa, mati Kinane
- Fila Elimejska,  sestra arhonta Derda in Mahata iz Elimeje v Gornji Makedoniji
- Nikisipolis Ferska iz Tesalije, mati Tesalonike
- Olimpija Epirska, hčerka epirskega kralja Neoptolema I., mati Aleksandra Velikega in Kleopatre
- Filina Lariška, mati Arhideja, kasnejšega kralja Filipa III. Makedonskega
- Meda Odeška, hčerka tračanskega kralja Kotela
- Kleopatra Evridika, hčerka Hipostrata in nečakinja generala Atala

## Arheološka odkritja
8. novembra 1977 je grški arheolog Manolis Andronikos  med kraljevimi grobovi v Vergini odkrili neoskrunjen grob. Čeprav so bili arheologi že pred odkritjem na splošno prepričani, da so v Vergini pokopavali makedonske kralje, je novoodkriti grob še vedno predmet razprav.
Začetni namigi, da bi grob lahko pripadal Filipu II., so bili podprti na primer z ugotovitvijo, da je imel pokojni na nogi poškodbo, ki je spremenila naravni položaj golenice (Filip je imel zlomljeno golenico). Kasnejša forenzična rekonstrukcija lobanje je pokazala tudi poškodbo desnega očesa, ki jo je povzročil oster predmet (zgodovinski zapis pravi, da je bila puščica).
E. Borza in drugi so domnevali, da je neodprti grob v resnici pripadal Filipovemu sinu Filipu Arhideju, Filip sam pa je bil pokopan v bolj preprostem sosednjem grobu, ki je bil v antiki izropan.  Polemike so pogosto posledica protislovij med  "okostjem Filipa II."  in zanesljivimi zgodovinskimi zapisi o njegovem življenju (in poškodbah), kakor tudi analiz slik, lončevine in drugih grobnih pridatkov.
Musgrave s sodelavci je leta 2010 ugotovil, da ni nobenega utemeljenega dokaza, da bi bil v neodprtem grobu pokopan Arhidej in da so tisti, ki so to trdili (Borsa, Palagia in Bartsiokas), napačno razumeli nekatera znanstvena dejstva. Musgavova študija kosti iz verginskega groba II je odkrila, da je bil lobanjski svod pokojnega deformiran morda zaradi poškodbe, kar bi se ujemalo s Filipovo zgodbo. Novejše študije, ki so bile objavljene v reviji Science, so pokazale, da spada slog pridatkov kraljevem grobu v leto 317 pr.n. št., se pravi celo generacijo po Filipovem umoru. 	
Paleontolog Antonis Bartsiokas, ki je pri študiju okostja in podrobnosti uporabljal tehniko makrofotografije, je s pikolovsko natančnostjo preučil podrobnosti, ki so jih dognali Musgrave, Prag in Neave. Ugotovil je, da so njihova dognanja normalni anatomski žlebiči, ki jih je poudarilo kremiranje in pomanjkljivo sestavljanje ostankov.   "Izboklina, na primer, je del odprtine na prednji strani lobanjske kosti, tako imenovane supraorbitalne zareze, skozi katero gre sveženj živcev in krvnih žil." Večina ljudi lahko zarezo čuti s pritiskom prsta pod greben kosti  pod obrvjo. Kost na poškodovanem mestu tudi ne kaže znakov celjenja, ki bi jih morala kazati, saj naj bi poškodba nastala osemnajst let pred Filipovo smrtjo.

## Kult
Heroon v Vergini v Grški Makedoniji je bil domnevno namenjen čaščenju družine Aleksandra Velikega. V njem je bil morda tudi kultni kip Filipa II., katerega so po smrti častili kot heroja in ga najbrž razglasili za boga. Bolj kot Makedonci so mu božanski položaj pripisovali Grki. V Eresu so mu postavili oltar, v Efezu kip v Artemidinem templju, v Olimpiji pa so zgradili filipion.
Izokrat je nekoč napisal, da po njegovi morebitni zmagi nad Perzijci za njim ne bo ostalo ničesar, postal pa bo bog. Atenski govornik Demad je celo predlagal, naj bi postal trinajsti bog.  Kakorkoli že, za Filipovo povišanje na božanski položaj, kakršnega je imel njegov sin Aleksander, ni nobenega jasnega dokaza.